# Magdeline Moyengwa
Magdeline Moyengwa (* 31. März 2001) ist eine ehemalige botswanische Gewichtheberin.
Sie ist die erste weibliche Gewichtheberin von Botswana. Sie trat bei den Weltmeisterschaften im Gewichtheben und den Afrikaspielen 2019 in Rabat sowie den Olympischen Sommerspielen 2020 in Tokio an.

## Sport
Ihre erste internationale Wettkampferfahrung gewann sie 2019 bei den Afrikaspielen. Im selben Jahr trat sie auch bei den Weltmeisterschaften im Gewichtheben 2019 in Pattaya, Thailand, an.
2021 gewann sie die Bronzemedaille in der Gewichtsklasse bis 59 kg bei den Afrikameisterschaften in Nairobi, Kenia. Im Juli 2021 nahm sie im Leichtgewichtswettbewerb der Olympischen Spiele teil. Sie hob 70 kg im Reißen, konnte jedoch beim Stoßen kein Ergebnis erzielen.